# Alec Benjamin
Alec Shane Benjamin (geboren op 28 mei 1994) is een Amerikaanse singer-songwriter uit Phoenix, Arizona. Hij is populair geworden door zijn popsongs die het verhaal vertellen van gebeurtenissen uit zijn eigen leven. Hij kreeg ook veel aandacht door het in de wereld sturen van zijn demo's. Naast zijn soloproject heeft Alec Benjamin succes behaald in het samenwerken met artiesten zoals Jon Bellion, waaronder een samenwerking waaruit het liedje "New York Soul (Part II)" van Bellions album The Human Condition. Hij wordt sterk beïnvloed door artiesten als Eminem, John Mayer, Paul Simon en Ben Gibbard. In 2019 nam hij twee singles op met Spotify Studios NYC, waaronder een cover van Eminems nummer 'Stan'.
Aanvankelijk tekende Alec Benjamin bij Columbia Records, terwijl hij nog steeds was ingeschreven bij USC. Toen Columbia Records erachter kwam beëindigde ze toen hun samenwerking, voordat hij zijn album kon indienen. Desondanks gebruikte hij andere wegen om bekendheid te bereiken: hij speelde zijn liedjes op parkeerplaatsen bij Shawn Mendes- en Troye Sivan-optredens en deelde visitekaartjes uit om zijn werk te promoten. Hij wordt beschouwd als een selfmade-artiest, iemand die vanuit het niets is begonnen.
Benjamins album Narrated For You bereikte nummer 127 op de Amerikaanse Billboard 200 in 2019. Het album bevat de nummers "Water Fountain" en "Let Me Down Slowly", dat als single werd uitgebracht met Alessia Cara. In de eerste week, toen zijn lied Let Me Down Slowly uitkwam, kreeg het meer dan 2 miljoen streams en heeft het momenteel meer dan 938 miljoen streams (04/01/2022). Hij maakte zijn Amerikaanse televisiedebuut toen hij op 8 januari 2019 zijn Amerikaanse platina-single 'Let Me Down Slowly' uitvoerde in The Late Late Show met James Corden. Op zijn album vertelt hij verhalen over liefde, vriendschap en opgroeien.
Benjamins nummer "I Built a Friend" werd gebruikt als song voor een hedendaagse dansauditie van deelnemer Merrick Hanna, in aflevering 1 van het 12e seizoen van America's Got Talent (30 mei 2017). Benjamin heeft "Can I Sing For You?"-video's op YouTube waarin hij zijn geschreven liedjes akoestisch ten gehore brengt aan mensen in het openbaar.

## Discografie
| Titel             | Details                                                                 |
| ----------------- | ----------------------------------------------------------------------- |
| These Two Windows | - Gepland: 29 mei 2020 - Label: Atlantic - Formaat: Download, streaming |

### Ep's
| Titel            | Details                                                                   | Hitlijsten | Hitlijsten | Hitlijsten | Hitlijsten | Hitlijsten | Hitlijsten | Hitlijsten |
| Titel            | Details                                                                   | US         | CAN        | DEN        | FRA        | NLD        | NOCH       | SWE        |
| ---------------- | ------------------------------------------------------------------------- | ---------- | ---------- | ---------- | ---------- | ---------- | ---------- | ---------- |
| America          | - Uitgebracht: 22 april 2013 - Label: White Rope - Formaat: Download      | —          | —          | —          | —          | —          | —          | —          |
| Narrated for You | - Uitgebracht: 16 november 2018 - Label: Atlantic - Formaat: Download, LP | 127        | 62         | 10         | 130        | 61         | 5          | 20         |

### Singles
| Titel                                                                          | Jaar | Hitlijsten | Hitlijsten | Hitlijsten | Hitlijsten | Hitlijsten | Hitlijsten | Hitlijsten | Hitlijsten | Hitlijsten | Hitlijsten | Certificeringen | Album             |
| Titel                                                                          | Jaar | US         | AUS        | CAN        | DEN        | IRE        | NLD        | NOR        | SWE        | SWI        | UK         | Certificeringen | Album             |
| ------------------------------------------------------------------------------ | ---- | ---------- | ---------- | ---------- | ---------- | ---------- | ---------- | ---------- | ---------- | ---------- | ---------- | --- | ----------------- |
| "Paper Crown"                                                                  | 2014 | —          | —          | —          | —          | —          | —          | —          | —          | —          | —          | |                   |
| "End of the Summer"                                                            | 2016 | —          | —          | —          | —          | —          | —          | —          | —          | —          | —          | |                   |
| "I Built a Friend"                                                             | 2017 | —          | —          | —          | —          | —          | —          | —          | —          | —          | —          | |                   |
| "Let Me Down Slowly" (solo or featuring Alessia Cara)                          | 2018 | 79         | 56         | 49         | 6          | 17         | 22         | 6          | 38         | 20         | 31         | - RIAA: Platinum - ARIA: 2x Platinum - BPI: Gold - IFPI DEN: Platinum - IFPI NOR: 2× Platinum - IFPI SWI: 2× Platinum - MC: 3× Platinum | Narrated for You  |
| "Boy in the Bubble"                                                            | 2018 | —          | —          | —          | —          | —          | —          | —          | —          | —          | —          | | Narrated for You  |
| "If We Have Each Other"                                                        | 2018 | —          | —          | —          | —          | —          | —          | —          | —          | —          | —          | - MC: Gold | Narrated for You  |
| "Death of a Hero"                                                              | 2018 | —          | —          | —          | —          | —          | —          | —          | —          | —          | —          | | Narrated for You  |
| "Outrunning Karma"                                                             | 2018 | —          | —          | —          | —          | —          | —          | —          | —          | —          | —          | | Narrated for You  |
| "1994"                                                                         | 2018 | —          | —          | —          | —          | —          | —          | —          | —          | —          | —          | | Narrated for You  |
| "Must Have Been the Wind"                                                      | 2019 | —          | —          | —          | —          | —          | —          | —          | —          | —          | —          | | These Two Windows |
| "Jesus in LA"                                                                  | 2019 | —          | —          | —          | —          | —          | —          | —          | —          | —          | —          | | These Two Windows |
| "Mind Is a Prison"                                                             | 2019 | —          | —          | —          | —          | —          | —          | —          | —          | —          | —          | | These Two Windows |
| "Demons"                                                                       | 2020 | —          | —          | —          | —          | —          | —          | —          | —          | —          | —          | | These Two Windows |
| "Oh My God"                                                                    | 2020 | —          | —          | —          | —          | —          | —          | —          | —          | —          | —          | | These Two Windows |
| "The Book of You & I"                                                          | 2020 | —          | —          | —          | —          | —          | —          | —          | —          | —          | —          | | These Two Windows |
| "Six Feet Apart"                                                               | 2020 | —          | —          | —          | —          | —          | —          | —          | —          | —          | —          | |                   |
| "—" denotes a single that did not chart or was not released in that territory. |      |            |            |            |            |            |            |            |            |            |            | |                   |